# 116 км (зупинний пункт, Придніпровська залізниця, Кривий Ріг)
116 кіломе́тр — пасажирський залізничний зупинний пункт Криворізької дирекції Придніпровської залізниці на лінії Кривий Ріг-Головний — Висунь та 116 км — Інгулець між станціями Кривий Ріг-Західний (5 км), Мусіївка (4 км), Карачуни (15 км) та Інгулець (6 км). Розташований у Центрально-Міському районі міста Кривий Ріг (мікрорайон Всебратське) Дніпропетровської області.

## Пасажирське сполучення
Через зупинний пункт Платформу 116 км курсують приміські поїзди за напрямком Тимкове / Інгулець — Кривий Ріг-Головний — П'ятихатки / Нікополь, проте прямують без зупинок.